# Walisische Badmintonmeisterschaft 1978
Die Walisische Badmintonmeisterschaft 1978 fand in Deeside statt. Es war die 26. Austragung der nationalen Titelkämpfe im Badminton in Wales.

## Titelträger
| Disziplin    | Sieger                     |
| ------------ | -------------------------- |
| Herreneinzel | Yim Chong Lim              |
| Dameneinzel  | Angela Dickson             |
| Herrendoppel | Brian Jones David Colmer   |
| Damendoppel  | Sue Brimble Linda Blake    |
| Mixed        | Brian Jones Angela Dickson |